# Iran na Letnich Igrzyskach Olimpijskich 1968
Iran na Letnich Igrzyskach Olimpijskich 1968 reprezentowało 14 zawodników. Był to siódmy start reprezentacji Iranu na letnich igrzyskach olimpijskich.
Najmłodszym reprezentantem Iranu na tych igrzyskach był 18-letni sztangista – Nasrollah Dehnavi, zaś najstarszym 31-letni zapaśnik – Ali Mohammad Momeni.

## Skład reprezentacji

### Lekkoatletyka
- Joe Kashmiri – Rzut dyskiem mężczyzn – 20. miejsce

### Podnoszenie ciężarów
- Mohammad Nasiri – Waga kogucia – 1. miejsce (złoty medal)
- Parwiz Dżalajer – Waga lekka – 2. miejsce (srebrny medal)
- Nasrollah Dehnawi – Waga piórkowa – 6. miejsce
- Daniel Gewargiz Nedżad – Waga średnia – Nie ukończył

### Zapasy
- Abdullah Movahed – Styl wolny - Waga lekka – 1. miejsce (złoty medal)
- Shamseddin Seyyed Abbasi – Styl wolny - Waga piórkowa – 3. miejsce (brązowy medal)
- Abutaleb Talebi – Styl wolny - Waga kogucia – 3. miejsce (brązowy medal)
- Abolfazl Anvari – Styl wolny - Waga ciężka – 6. miejsce
- Moslem Eskandar Filabi – Styl wolny - Waga półciężka – Odpadł w eliminacjach
- Mohammad Ghorbani – Styl wolny - Waga musza – Odpadł w eliminacjach
- Mansour Mahdizadeh – Styl wolny - Waga średnia – Odpadł w eliminacjach
- Seyed Hossein Moareb – Styl klasyczny - Waga piórkowa – Odpadł w eliminacjach
- Ali Mohammad Momeni – Styl wolny - Waga półśrednia – 4. miejsce